# California State University
De California State University (CSU, Cal State) is een openbaar universiteitssysteem in de Amerikaanse staat Californië dat bestaat uit 23 campussen, die als autonome universiteiten fungeren. De California State University is een van de drie systemen voor openbaar hoger onderwijs in Californië. De andere zijn de University of California met tien campussen waar wetenschappelijk onderzoek wordt verricht en het California Community Colleges System met 114 community colleges.
Aan de California State University studeren zo'n 480.000 studenten, die ondersteund worden door 51.000 lesgevers, onderzoekers en andere personeelsleden. Er studeren jaarlijks gemiddeld 110.000 studenten af. Op basis van het aantal ingeschreven studenten is de CSU een van de grootste universiteitssystemen in de Verenigde Staten en een van de twintig grootste ter wereld. Het is de grootste koepel voor hoger onderwijs in de Verenigde Staten waar uitsluitend universitair onderwijs wordt aangeboden. Indien systemen waartoe ook community colleges behoren worden meegerekend, is de CSU de op twee na grootste, na het University System of Ohio en de State University of New York.
Aan de California State University worden meer dan 1800 opleidingsprogramma's aangeboden in ongeveer 240 vakgebieden. Aan de CSU-universiteiten wordt zo'n 60 procent van alle leerkrachten in Californië opgeleid. Vier op de tien Californische ingenieurs studeren af aan de CSU. Bovendien studeren er meer studenten af in bedrijfskunde, landbouw, communicatiewetenschap, gezondheidszorg, onderwijs en bestuurskunde dan aan alle andere Californische universiteiten samen. Jaarlijks wordt ongeveer de helft van de bachelordiploma's en een derde van de masterdiploma's in de staat uitgereikt door de CSU. Sinds 1961 hebben zo'n 2,5 miljoen alumni een diploma behaald aan een van de CSU-universiteiten. Naar schatting een op de tien werknemers in Californië is afgestudeerd aan een CSU-universiteit.

## Geschiedenis

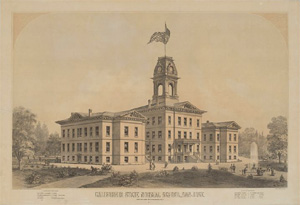
De California State Normal School in San Jose in de jaren 1880. Het CSU-netwerk gaat terug op deze normaalschool, die op haar beurt teruggaat op een normaalschool uit San Francisco.

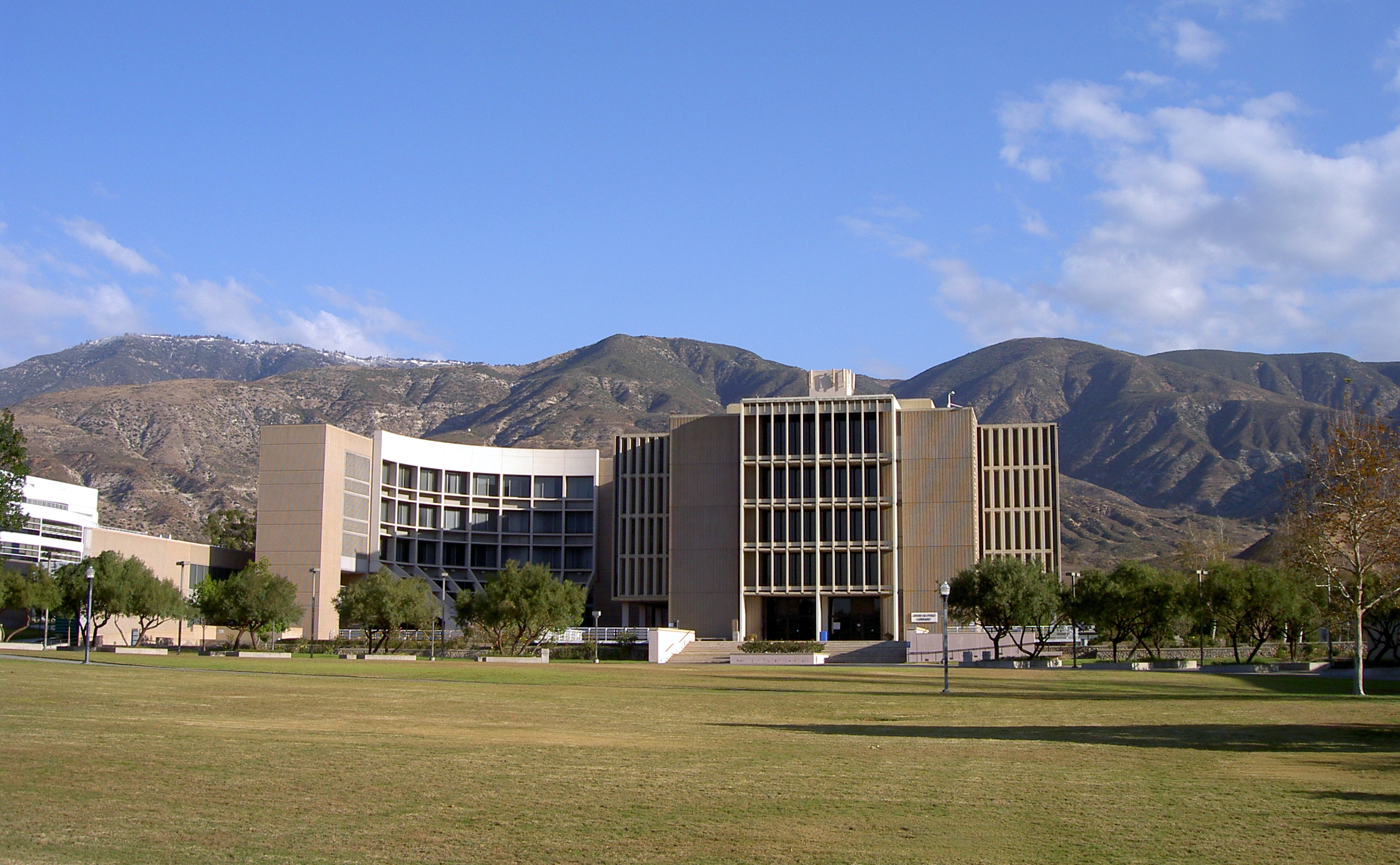
De John M. Pfau Library op de San Bernardino-campus, die in 1965 geopend werd

In 1857 werd in San Francisco de Minns Evening Normal School opgericht, een normaalschool om leerkrachten op te leiden voor de highschools van die stad. Op 2 mei 1862 bepaalde de wetgevende macht van de staat Californië dat Minns Evening Normal School als de basis zou dienen voor de nieuwe California State Normal School. De huidige San José State University is de voortzetting van die school en is bijgevolg de oudste campus in het CSU-systeem.
In 1887 kozen de wetgevers van Californië ervoor om het woord "California" uit de namen van de normaalscholen van San Jose en Los Angeles (opgericht in 1882) te laten vallen. In de jaren daarop kwamen er enkele nieuwe scholen bij, zoals de normaalscholen van Chico (1887) en San Diego (1897). De State Normal School van Los Angeles scheurde zich in 1919 af om de zuidelijke tak van de Universiteit van Californië te worden - de huidige UCLA. In 1921 werden de normaalscholen omgedoopt tot State Teachers Colleges. Veel van de campussen werden in die periode geïdentificeerd aan de hand van de naam van hun stad, aangevuld met het woord "state", zoals het geval is voor San José State of San Diego State.
Een volgende naamsverandering vond plaats in 1935. De scholen werden nu California State Colleges genoemd en werden beheerd door het Californische departement van onderwijs, gevestigd in Sacramento. In de periode na de Tweede Wereldoorlog groeide het aantal campussen in het systeem sterk: tussen 1947 en 1949 werden er nieuwe campussen geopend in Los Angeles, Sacramento en Long Beach. Daarna werd de toestemming gegeven voor nog eens zeven nieuwe campussen die tussen 1957 en 1960 gebouwd zouden worden. In 1960 schonk de Donahoe Higher Education Act de campussen bovendien een grotere autonomie van de staat. Na de wet werden er nog zes universiteitscampussen aan het systeem toegevoegd, wat het totaal op 23 heeft gebracht. De recentste toevoeging is de Channel Islands-campus, een voormalige afdeling van de Northridge-campus.
Een wijziging in 1972 zorgde ervoor dat alle universiteiten de woorden "California State University" in hun naam droegen. Het systeem stond toen bekend als The California State University and Colleges. Toenmalig gouverneur van Californië, Ronald Reagan, ondertekende de wet. Calvin Robinson, een voormalige studentenleider aan de San Diego State University, schreef een wetsvoorstel dat de universiteiten zou toelaten hun namen terug te veranderen naar de situatie voor 1972. Dat werd in 1974 goedgekeurd en vier universiteiten (San Jose, San Diego, San Francisco en Humboldt) hebben de "CSU" uit hun naam geschrapt. Sinds 1982 heeft het systeem bovendien haar huidige naam, zonder het woord "colleges".
Tegenwoordig omvat de California State University een breed scala aan instituten voor hoger onderwijs, inclusief technische universiteiten en de enige federaal gesubsidieerde zeevaartschool in het Amerikaanse westen.

## Bestuur

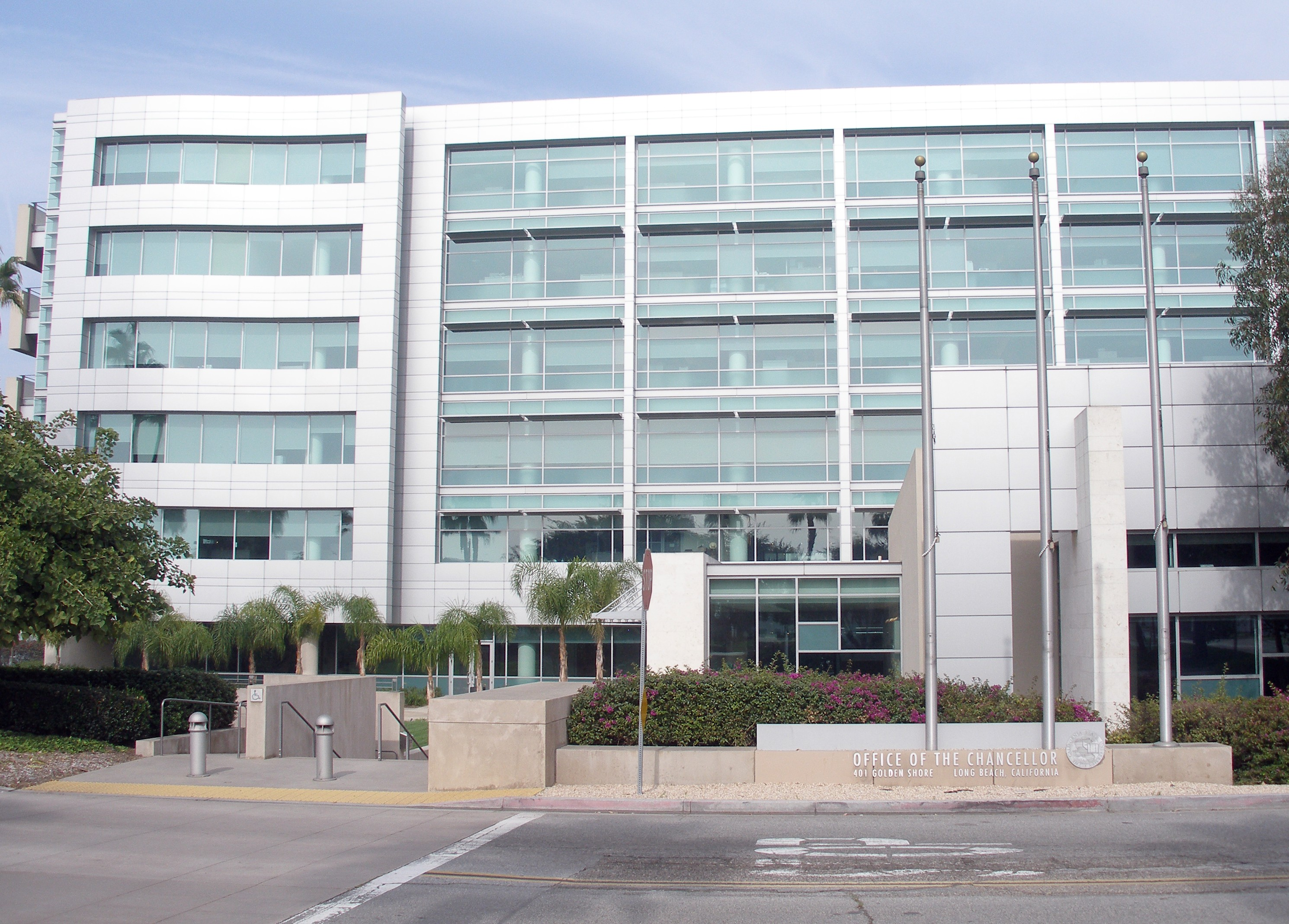
Hoofdzetel in Long Beach

De California State University wordt bestuurd door een raad van bestuur (Board of Trustees) en een rector, de chancellor. Sinds 2012 vervult Timothy P. White, die eerder aan het hoofd stond van de Universiteit van Californië - Riverside, die laatste rol. De bestuursstructuur van de California State University is in grote mate bepaald door regelgeving vastgelegd in de bestuursrechtelijke California Code of Regulations.
De raad van bestuur telt 25 leden, waarvan 24 leden met stemrecht. Vijf leden zetelen ex officio, namelijk de gouverneur en luitenant-gouverneur van Californië, de voorzitter van het Assemby, de State Superintendent of Public Instruction en de rector van de CSU. Daarnaast stelt de gouverneur, met de goedkeuring van de Senaat van Californië, zestien leden aan voor een ambtstermijn van acht jaar. De gouverneur stelt ook één professor aan. Het is aan de rector om twee studenten aan te duiden om gedurende twee jaar in de raad te zetelen. (Eén van die twee studenten heeft geen stemrecht.) Ten slotte kiest de alumniraad van de universiteit één vertegenwoordiger voor de verschillende alumniverenigingen.
De stemgerechtigde leden van de Board of Trustees stellen zowel de chancellor aan, die optreedt als de chief executive officer, als de presidenten van de verschillende campussen. Iedere president bestuurt de eigen campus zonder afzonderlijke raad van bestuur en rapporteert rechtstreeks aan de chancellor. De chancellor staat aan het hoofd van de centrale administratie die de afzonderlijke campussen adviseert en ondersteunt en enkele centrale diensten voorziet.
De Academic Senate, waartoe vertegenwoordigers van de academische staf van elke universiteit behoren, geeft via de rector advies aan de Board of Trustees over academische beleidsvoering.
Elke CSU-campus heeft daarnaast een eigen bestuur onder leiding van een voorzitter. Aan elke universiteit bestaat er een officiële studentenvertegenwoordiging. Deze 23 organisaties zijn allen lid van de California State Student Association. Ingeschreven studenten betalen een bijdrage waarmee de studentenorganisaties activiteiten organiseren en andere diensten aanbieden.

## Campussen

### Tabel
| Universiteit                                       | Locatie         | Stichting | Studenten | Ondergeschikte campussen                                                     |
| -------------------------------------------------- | --------------- | --------- | --------- | ---------------------------------------------------------------------------- |
| California Maritime Academy                        | Vallejo         | 1929      | 1.385     |                                                                              |
| California Polytechnic State University            | San Luis Obispo | 1901      | 20.270    |                                                                              |
| California State Polytechnic University - Humboldt | Arcata          | 1913      | 8.435     |                                                                              |
| California State Polytechnic University - Pomona   | Pomona          | 1938      | 22.435    |                                                                              |
| California State University - Bakersfield          | Bakersfield     | 1965      | 9.556     | Antelope Valley Campus (Lancaster)                                           |
| California State University - Channel Islands      | Camarillo       | 2002      | 6.130     |                                                                              |
| California State University - Chico                | Chico           | 1887      | 16.932    | Shasta College University Center (Redding)                                   |
| California State University - Dominguez Hills      | Carson          | 1960      | 14.073    |                                                                              |
| California State University - East Bay             | Hayward         | 1959      | 14.903    | Concord Campus (Concord) Oakland Center (Oakland)                            |
| California State University - Fresno               | Fresno          | 1911      | 23.408    | Visalia Campus (Visalia)                                                     |
| California State University - Fullerton            | Fullerton       | 1957      | 38.847    | Irvine Campus (Irvine) Garden Grove Center (Garden Grove)                    |
| California State University - Long Beach           | Long Beach      | 1949      | 36.462    |                                                                              |
| California State University - Los Angeles          | Los Angeles     | 1947      | 26.159    | Downtown Campus (Los Angeles)                                                |
| California State University - Monterey Bay         | Seaside         | 1994      | 7.025     |                                                                              |
| California State University - Northridge           | Northridge      | 1958      | 39.857    |                                                                              |
| California State University - Sacramento           | Sacramento      | 1947      | 29.282    |                                                                              |
| California State University - San Bernardino       | San Bernardino  | 1965      | 18.817    | Palm Desert Campus (Palm Desert)                                             |
| California State University - San Marcos           | San Marcos      | 1988      | 12.248    | Temecula Campus (Temecula)                                                   |
| California State University - Stanislaus           | Turlock         | 1957      | 9.050     | Stockton Center (Stockton)                                                   |
| San Diego State University                         | San Diego       | 1897      | 36.108    | Imperial Valley Campus (Brawley en Calexico) SDSU Georgia (Tbilisi, Georgië) |
| San Francisco State University                     | San Francisco   | 1899      | 32.126    | Downtown Campus (San Francisco) Cañada College (Redwood City)                |
| San José State University                          | San Jose        | 1857      | 31.266    |                                                                              |
| Sonoma State University                            | Rohnert Park    | 1960      | 9.078     | Ukiah Campus (Ukiah)                                                         |

Naast de 23 autonome campussen zijn er nog veertien lokale afdelingen van de universiteiten, branches genaamd. In totaal zijn die afdelingen goed voor 2,2 procent van alle studenten aan de CSU-universiteiten. De Channel Islands-campus was vroeger zelf zo'n afdeling van de Northridge-universiteit. In 2002 opende Channel Islands als autonome campus.
Bovendien beschikt het CSU-systeem over een onderzoekscentrum in verband met de woestijn (het Desert Studies Center), twee sterrenwachtinstituten (het Mount Laguna- en het Murillo Family-observatorium) en twee oceanografische centra (de Moss Landing Marine Laboratories en het Southern California Marine Institute). De Maritime Academy beschikt tevens over het opleidingsschip Golden Bear. Ook de oceanografische instellingen beschikken over onderzoeksschepen.

## Studentenbevolking

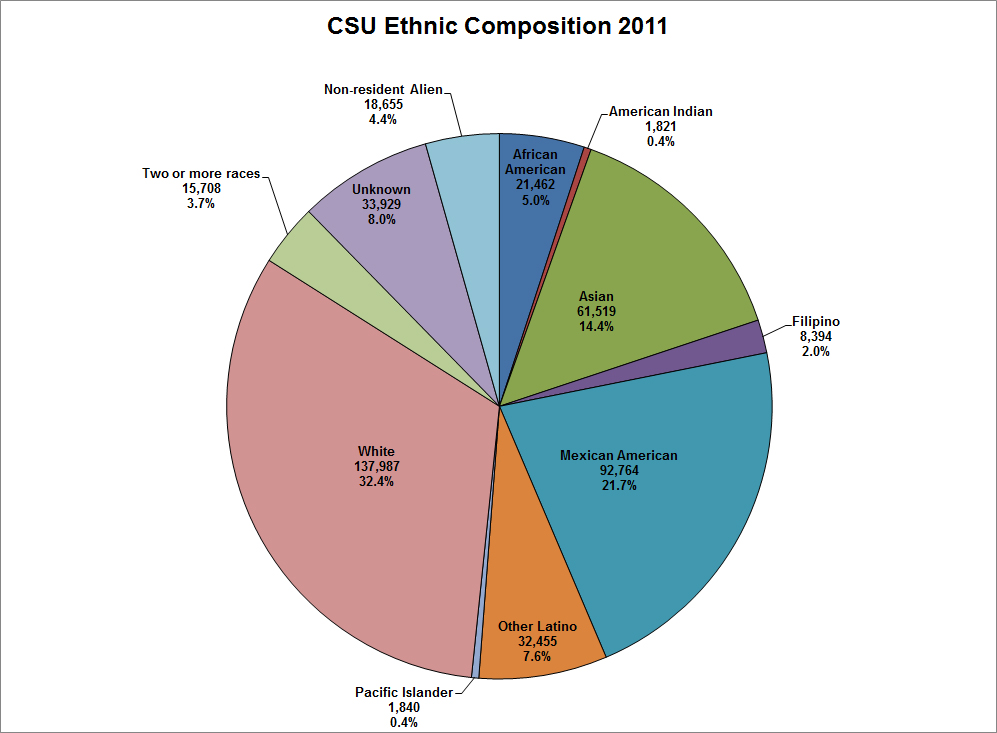
Etnische samenstelling van de studentenpopulatie aan alle CSU-universiteiten in 2011

Aan de universiteiten van de California State University zijn zo'n 480.000 studenten ingeschreven. Over het algemeen is het aantal inschrijvingen sterk toegenomen in de laatste veertig jaar, met uitzondering van enkele korte periodes, zoals de jaren 2009 en 2010.
Een meerderheid van de ingeschreven studenten aan de CSU-universiteiten is vrouwelijk (57,3%). Slechts aan drie universiteiten waren er meer mannelijke dan vrouwelijke studenten: Cal Poly, Cal Poly Pomona en de Maritime Academy. De gemiddelde leeftijd van alle ingeschrevenen, inclusief masterstudenten en postgraduaten, is iets minder dan 24 jaar.
In 2011 was 32,4% van de studentenbevolking blank. Een steeds groeiend aandeel van de studenten is Latino: 21,7% van de studenten identificeerde zich als Mexicaans-Amerikaans en 7,6% als andere latino's. Daarnaast noemde 14,4% zichzelf Aziatisch-Amerikaans. Studenten van Filipino origine zijn goed voor zo'n 2% van het totaal. Slechts 5,0% van de studenten is Afro-Amerikaan en 0,4% is Native American. Studenten wiens origine teruggaat op de eilanden in de Stille Oceaan, vormen eveneens 0,4% van het totale aantal inschrijvingen. Ten slotte gaven verschillende studenten op dat ze tot meer dan een etnische groep te behoren of dat hun origine onbekend was. Buitenlandse studenten werden apart verwerkt in deze telling.